# 21e Primetime Emmy Awards
De 21e Primetime Emmy Awards, waarbij prijzen werden uitgereikt in verschillende categorieën voor de beste Amerikaanse televisieprogramma's die in primetime werden uitgezonden tijdens het televisieseizoen 1968-1969, vond plaats op 8 juni 1969.

## Winnaars en nominaties - televisieprogramma's
(De winnaars staan bovenaan in vet lettertype.)

#### Dramaserie
(Outstanding Drama Series)
- NET Playhouse
  - The F.B.I.
  - Ironside
  - Judd, for the Defense
  - Mission: Impossible
  - The Name of the Game

#### Komische serie
(Outstanding Comedy Series)
- Get Smart
  - Bewitched
  - The Ghost & Mrs. Muir
  - Family Affair
  - Julia

## Winnaars en nominaties - acteurs

### Hoofdrollen

#### Mannelijke hoofdrol in een dramaserie
(Outstanding Continued Performance by an Actor in a Leading Role in a Dramatic Series)
- Carl Betz als Clinton Judd in Judd, for the Defense
  - Raymond Burr als Robert T. Ironside in Ironside
  - Ross Martin als Artemus Gordon in The Wild Wild West
  - Peter Graves als James Phelps in Mission: Impossible
  - Martin Landau als Rollin Hand in Mission: Impossible

#### Mannelijke hoofdrol in een komische serie
(Outstanding Continued Performance by an Actor in a Leading Role in a Comedy Series)
- Don Adams als Maxwell Smart in Get Smart
  - Brian Keith als Uncle Bill Davis in Family Affair
  - Edward Mulhare als Daniel Gregg in The Ghost & Mrs. Muir
  - Lloyd Nolan als Morton Chegley in Julia

#### Vrouwelijke hoofdrol in een dramaserie
(Outstanding Continued Performance by an Actress in a Leading Role in a Dramatic Series)
- Barbara Bain als Cinnamon Carter in Mission: Impossible
  - Joan Blondell als Lottie Hatfield in Here Come the Brides
  - Peggy Lipton als Julie Barnes in The Mod Squad

#### Vrouwelijke hoofdrol in een komische serie
(Outstanding Continued Performance by an Actress in a Leading Role in a Comedy Series)
- Hope Lange als Carolyn Muir in The Ghost & Mrs. Muir
  - Diahann Carroll als Julia Baker in Julia
  - Barbara Feldon als Agent 99 in Get Smart
  - Elizabeth Montgomery als Samantha Stephens in Bewitched

### Bijrollen

#### Mannelijke bijrol
(Outstanding Performance by an Actor in a Supporting Role)
- Werner Klemperer als Col. Wilhelm Klink in Hogan's Heroes
  - Greg Morris als Barney Collier in Mission: Impossible
  - Leonard Nimoy als Spock in Star Trek

#### Vrouwelijke bijrol
(Outstanding Performance by an Actress in a Supporting Role)
- Susan Saint James als Peggy Maxwell in The Name of the Game
  - Barbara Anderson als Officer Eve Whitfield in Ironside
  - Agnes Moorehead als Endora in Bewitched